# Eduardo Costa (judoka)
Eduardo Edilio Costa Gramajo (ur. 23 września 1977) – argentyński judoka. Trzykrotny olimpijczyk. Zajął siódme miejsce w Atenach 2004; dziewiąte w Sydney 2000 i siedemnaste w Pekinie 2008. Walczył w wadze średniej i półciężkiej.
Uczestnik mistrzostw świata w 1999, 2003 i 2005. Startował w Pucharze Świata w latach 1999, 2000, 2004, 2005 i 2007. Srebrny medalista igrzysk panamerykańskich w 1999, a także igrzysk Ameryki Południowej w 1998. Zdobył pięć medali mistrzostw panamerykańskich w latach 1998 – 2008. Brązowy medalista mistrzostw Ameryki Południowej w 1997 roku.

## Letnie Igrzyska Olimpijskie 2008
| Konkurencja | Eliminacje               | Eliminacje                    | Klas. końcowa |
| Konkurencja | Przeciwnik I             | Przeciwnik II                 | Miejsce       |
| ----------- | ------------------------ | ----------------------------- | ------------- |
| 100 kg      | Zoltán Pálkovács (SVK) Z | Przemysław Matyjaszek (POL) P | 17.           |

## Letnie Igrzyska Olimpijskie 2004
| Konkurencja | Eliminacje           | Eliminacje              | Eliminacje            | Repasaże                   | Repasaże              | Klas. końcowa |
| Konkurencja | Przeciwnik I         | Przeciwnik II           | 1/4                   | Przeciwnik I               | Przeciwnik II         | Miejsce       |
| ----------- | -------------------- | ----------------------- | --------------------- | -------------------------- | --------------------- | ------------- |
| 90 kg       | José Camacho (VEN) Z | Wałentyn Hrekow (UKR) Z | Hiroshi Izumi (JPN) P | Siarhei Kukharenka (BLR) Z | Mark Huizinga (NED) P | 7.            |

## Letnie Igrzyska Olimpijskie 2000
| Konkurencja | Eliminacje            | Eliminacje            | Eliminacje                    | Repasaże                  | Klas. końcowa |
| Konkurencja | Przeciwnik I          | Przeciwnik II         | 1/4                           | Przeciwnik I              | Miejsce       |
| ----------- | --------------------- | --------------------- | ----------------------------- | ------------------------- | ------------- |
| 90 kg       | Michele Monti (ITA) Z | Yoo Sung-yeon (KOR) Z | Frédéric Demontfaucon (FRA) P | Rusłan Maszurenko (UKR) P | 9.            |